# Lacul Buftea
Lacul Buftea este un lac antropic amenajat pe râul Colentina. Este situat în Câmpia Vlăsiei, în apropiere de localitatea Buftea, județul Ilfov, la circa 20 km nord București.
Lacul Buftea este situat la altitudinea de 106 m, are o lungime de 7 km, o suprafață de 307 ha și adâncimea maximă de 8 m.

## Istoric
Lucrările de amenajare a lacului Buftea au avut loc prin anii 1935-1937, în acest scop fiind necesară executarea unor diguri de circa 4 m înălțime, cât urma să se ridice nivelul apei. În apropierea albiei lacului era o mănăstire din secolul al XVI-lea, declarată monument istoric, iar în jurul bisericii era un cimitir care a fost mutat pe un alt amplasament. Biserica are ziduri aproape de 1 m grosime, astfel că a putut să fie salvată, fiind ridicată cu 3, 5 m pe verticală, folosindu-se pentru aceasta plăci de beton armat introduse sub temelie și pompe hidraulice puternice.
Într-un articol publicat de Victor Eftimiu în 1935 în ziarul „Adevărul" este descrisă operațiunea, așa cum a perceput-o el însuși:
- Și cum aceste ape sporite amenințau temeliile bisericuței zidite mai acum trei veacuri de către boerii Crețulești din cătunul Rebegești, meșteri ingineri în frunte cu d. Dragoș Popp și cu ajutorul d-sale, d. Pildner au ridicat cu patru metri bisericuța. Au ridicat-o pe griguri ca pe un simplu automobil, după ce i-au făcut la temelie brâu de beton. Fapta a fost atât de gingașă – pe vechile crăpături s’a lipit foiță de hârtie, pentru control și foița, în timpul ridicării nici măcar n’a plesnit, necum să se urnească vre-o cărămidă. Dumnezeiască faptă, vrednică de iscusința marelui meșter Diavolul. Fiindcă mirosea a pucioasă și-a drac mic, m’am întrebat dacă n’a trecut pe acolo arhitectul Teodoru, dela comisiunea monumentelor istorice. Mi s’a răspuns că a trecut și nu m’am mirat.

Lacul Buftea este conceput ca lac compensator, care asigură umplerea cu apă a lacurilor de pe raza Municipiului București în perioada februarie - martie, în vederea pregătirii pentru agrement și, prin debit suplimentar, primenirea apei din acest lacuri, în scopul evitării fenomenului de înflorire a vegetației subacvatice.

## Calitatea apei
În urma analizelor apei efectuate de Administrația Națională Apele Romane (A.N.A.R.) și a Administrația Lacuri, Parcuri și Agrement București (A.L.P.A.B.), s-au constatat următoarele:

În lacul de acumulare Buftea valorile pH-ului sunt normale depășind limitele impuse de Ordinul 161/2006 doar în luna august a anului 2009, ajungând  la valoarea de 9,3.  Amoniul se încadrează pe toată perioada de efectuare a analizelor în limitele normale. În cazul metalelor grele, nici cadmiul, plumbul, cuprul și nici zincul nu au depășit limitele maxime admise.

## Vecinătăți
Pe malul lacului Buftea se află Studiourile cinematografice Buftea, la care s-au produs de-a lungul timpului majoritatea filmelor românești, și Palatul Știrbei.